# Nemanja Mijušković
Nemanja Mijušković (Podgorica, 1992. március 4. –) montenegrói válogatott labdarúgó, a lengyel Miedź Legnica hátvédje és csapatkapitánya.

## Pályafutása

### Klubcsapatokban
Mijušković Montenegró fővárosában, Podgoricában született. Az ifjúsági pályafutását a Budućnost Podgorica és a szerb OFK Beograd, majd az orosz Gyinamo Moszkva és Amkar Perm akadémiájánál folytatta.
2012-ben mutatkozott be a bosznia-hercegovinai Sarajevo felnőtt keretében. 2013 és 2019 között a montenegrói Rudar Pljevlja, az észak-macedóniai Vardar, a kazahsztáni Taraz, az orosz Tószno és a román Hermannstadt csapatát erősítette. 2019. július 1-jén szerződést kötött a lengyel másodosztályban szereplő Miedź Legnica együttesével. Először a 2019. július 27-ei, Odra Opole ellen 0–0-ás döntetlennel zárult mérkőzésen lépett pályára. Első gólját 2020. június 5-én, a Wigry Suwałki ellen idegenben 1–1-es döntetlennel végződő találkozón szerezte meg. A 2021–22-es szezonban feljutottak az első osztályba.

### A válogatottban
Mijušković az U19-es és az U21-es korosztályú válogatottakban is képviselte Montenegrót.
2016-ban debütált a felnőtt válogatottban. Először a 2016. május 29-ei, Törökország ellen 1–0-ra elvesztett mérkőzés 23. percében, Marko Simićet váltva lépett pályára.

## Statisztikák
2023. július 23. szerint
| Klub          | Szezon   | Osztály     | Bajnokság | Bajnokság | Kupa  | Kupa | Nemzetközi | Nemzetközi | Összesen | Összesen |
| Klub          | Szezon   | Osztály     | Meccs     | Gól       | Meccs | Gól  | Meccs      | Gól        | Meccs    | Gól      |
| ------------- | -------- | ----------- | --------- | --------- | ----- | ---- | ---------- | ---------- | -------- | -------- |
| Miedź Legnica | 2019–20  | Liga I      | 29        | 2         | 1     | 0    | —          | —          | 30       | 2        |
| Miedź Legnica | 2020–21  | Liga I      | 22        | 4         | 0     | 0    | —          | —          | 22       | 4        |
| Miedź Legnica | 2021–22  | Liga I      | 32        | 6         | 2     | 1    | —          | —          | 34       | 7        |
| Miedź Legnica | 2022–23  | Ekstraklasa | 28        | 2         | 0     | 0    | —          | —          | 28       | 2        |
| Miedź Legnica | 2023–24  | Liga I      | 1         | 0         | 0     | 0    | —          | —          | 1        | 0        |
| Összesen      | Összesen | Összesen    | 112       | 14        | 3     | 1    | 0          | 0          | 115      | 15       |

### A válogatottban
| Válogatott | Év       | Pályára lépés | Gól |
| ---------- | -------- | ------------- | --- |
| Montenegró | 2016     | 2             | 0   |
| Montenegró | 2017     | 1             | 0   |
| Montenegró | 2018     | 1             | 0   |
| Összesen   | Összesen | 4             | 0   |

## Sikerei, díjai
Miedź Legnica
- Liga I
  - Feljutó (1): 2021–22